# Lackierter Täubling
Der Lackierte Täubling oder Nordische Täubling (Russula laccata, Syn.: R. norvegica) ist eine Pilzart aus der Familie der Täublingsverwandten. Dieser seltene und recht unbekannte Täubling kommt an feuchten Standorten unter Weiden vor.

## Merkmale

### Makroskopische Merkmale
Der Hut ist 2,5–5 cm breit. Er ist konvex bis ausgebreitet und oft breit und stumpf gebuckelt. Im Alter kann er bisweilen auch konkav oder niedergedrückt sein. Die Huthaut ist jung feucht schmierig und glänzend, sodass der Hut wie lackiert oder emailleartig glänzend erscheint. Die Huthaut ist zu über 2/3 abziehbar. Darunter ist das Fleisch leicht rosa gefärbt. Der Hut ist karminrot, dunkel blutrot oder purpurrot gefärbt, die Mitte ist dunkler, manchmal fast schwarz gefärbt. Bei Trockenheit ist das Zentrum leicht bereift. Der Rand ist meist heller und oft weinrot gefärbt. Er ist meist deutlich gerieft.
Die stumpfen, ziemlich entfernt stehenden, leicht bauchigen Lamellen sind erst weiß und dann cremefarben. Zwischen den Lamellen sind reichlich Lamelletten eingestreut. Das Sporenpulver ist hell cremefarben.
Der meist weiße Stiel ist bis zu 5 cm lang und bis zu 1 cm breit. Er ist weich bis schwammig und im Alter hohlkammrig. Manchmal ist er fast rosarot überlaufen. An der Basis neigt er gewöhnlich zum Gilben oder Bräunen.
Das weißliche Fleisch ist brüchig und neigt zum Gilben. Es hat einen schwachen Geruch nach zerriebenen Geranienblättern oder riecht ähnlich wie der Gallen-Täubling, der Hohlstielige Täubling oder der Stachelbeer-Täubling, aber schwächer; der Geschmack ist scharf. Die Guajak-Reaktion ist schwach positiv und die Ammoniakreaktion negativ.

### Mikroskopische Merkmale
Die ellipsoiden Sporen sind 7–8,5 µm lang und 6–7 µm breit und mit bis zu 0,8 µm hohen, stachligen Warzen besetzt, die feinnetzig verbunden sind. Die Zystiden in den Lamellen sind 70(85) µm lang, 10(13) µm breit und ohne charakteristische Ausprägung. Die zahlreichen Pileozystiden sind zylindrisch bis keulig, 10–12 µm breit und 0-3-septiert. Sie sind gegliedert oder aufgeblasen und färben sich mit Sulfovanillin dunkel an. Die 2–3 µm breiten Hyphen-Endzellen sind mehr oder weniger gleichförmig und stumpf.

## Artabgrenzung
Der sehr variable Wechselfarbige Spei-Täubling kann sehr ähnlich sein und kommt auch an ähnlichen Standorten vor.
Die von Bon als äußerst ähnlich bezeichnete Art Russula olivaceoviolascens wird heute nicht mehr als Art anerkannt und ist zumindest teilweise mit dem Lackierten Täubling identisch.

## Ökologie
Der Lackierte Täubling ist wie alle Täublinge ein Mykorrhizapilz, der besonders mit Weiden eine symbiotische Beziehung eingeht. Man findet die Fruchtkörper der vorwiegend alpinen Art oft an feuchten Stellen im Torfmoos, aber auch in feuchten Sanddünentälern bei Kriechweiden.

## Verbreitung

Europäische Länder mit Fundnachweisen des Lackierten Täublings.
Legende:
Länder mit Fundmeldungen
Länder ohne Nachweise
keine Daten
außereuropäische Länder

Der Lackierte Täubling kommt fast ausschließlich in Europa vor. Hier hat der Täubling im Norden und Nordwesten seinen Verbreitungsschwerpunkt.
In Deutschland ist die Art extrem selten und fehlt in den meisten Bundesländern. Die Art kommt wohl nur in Schleswig-Holstein und Niedersachsen an der Nordseeküste und auf den Nordseeinseln vor.

## Systematik

### Infragenerische Systematik
Der Lackierte Täubling (R. laccata) wird von M. Bon in die Sektion Violaceinae gestellt, sein Konterpart – der Nordische Täubling (R. norvegica) – in die Untersektion (Atropurpurinae). Die Sektion Violaceinae enthält scharf schmeckende, ziemlich zerbrechliche, kleine Arten, die meist ein cremefarbenes Sporenpulver und oft einen sehr charakteristischen Geruch haben.

## Bedeutung
Wie alle Täublinge aus der Sektion Violaceinae ist der Lackierte Täubling ungenießbar oder schwach giftig.